# Hôtel de Nesmond
El Hôtel de Nesmond es un hôtel particulier parisino que se encuentra en los números 55-57 de quai de la Tournelle, en el 5 distrito.

## Historia

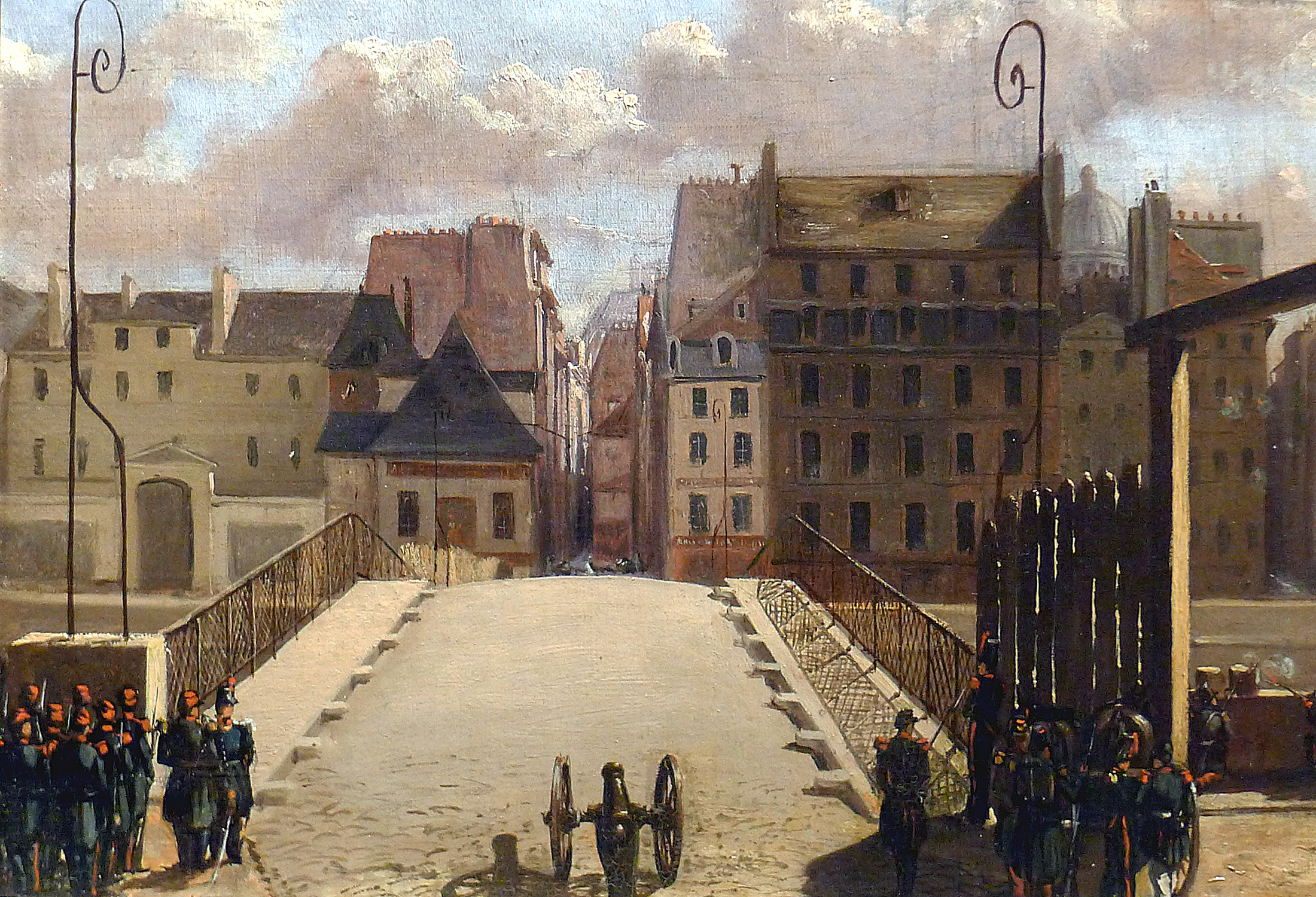
Hôtel de Nesmond visto desde la Île de la Cité durante la Revolución Francesa de 1848.

En un solar dividido en 1260, fue inicialmente la residencia del panadero de Philippe le Bel en el siglo XIV, luego del duque de Bar. Fue comprado en 1586 por Jacques Faye d'Esesse al duque de Montpensier, François de Bourbon. En 1643, François-Théodore de Nesmond, presidente del parlamento de París, lo restauró por completo y le dio su aspecto actual. Saint-Simon cuenta en sus Memorias que la nuera del señor de Nesmond, hija de la señora de Miramion, por vanidad hizo grabar su nombre en el frontón de la entrada del carruaje. En el siglo XVIII, se convirtió en la residencia de Michel Blondy, maestro de danza y luego, en el siglo XIX, en una destilería de absenta.
Está registrado parcialmente (puerta de entrada, fachadas y techos) como monumento histórico por decreto del 23 de octubre de 1962.

## Descripción
El lado que da a la rue des Bernardins está formado por edificios del siglo XVI con una galería estrecha y de techo bajo.

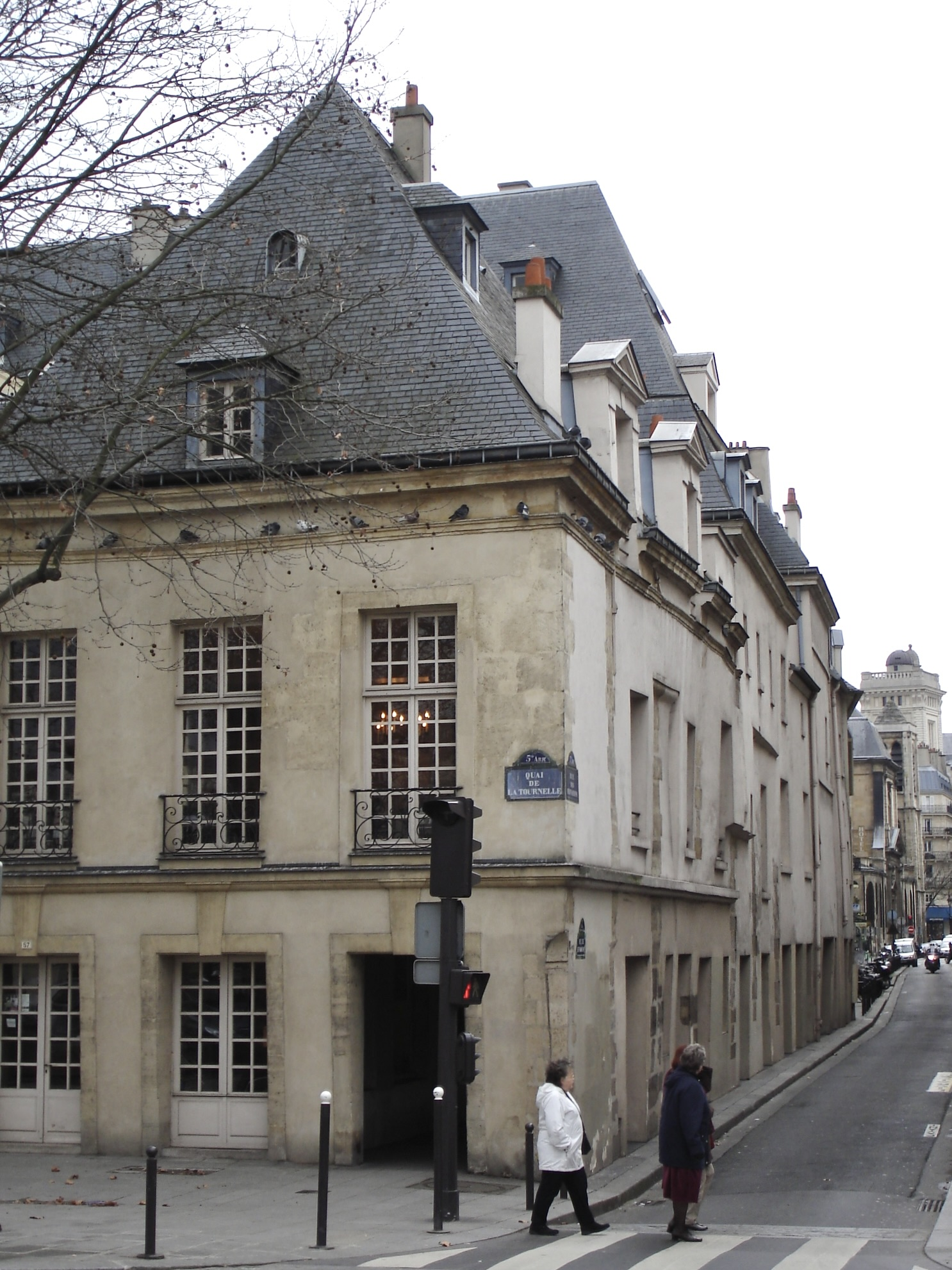
Hôtel de Nesmond con rue des Bernardins y la galería cubierta.
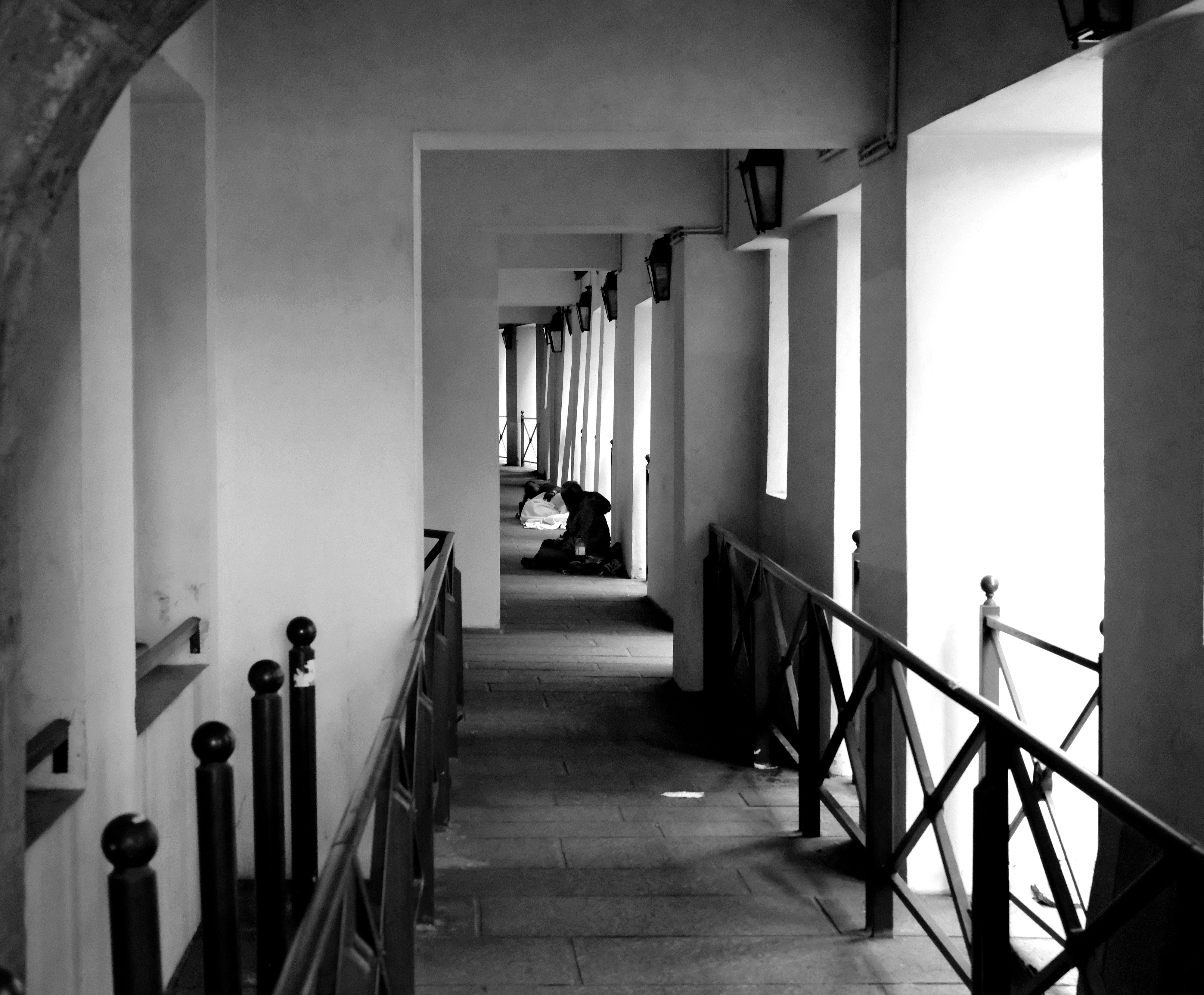
Galería pasarela cubierta.